# Alfredo Libero Ferretti
Alfredo Libero Ferretti (Roma, 18 giugno 1919 – Roma, 4 gennaio 2007) è stato un fotografo italiano.

## Biografia
Negli anni trenta aveva svolto le sue iniziali esperienze da fotografo presso lo studio di Elio Luxardo. Dopo un primo periodo in cui si era dedicato alla fotografia di moda e poi più in generale a quella documentaria (fu anche ritrattista dei principali artisti romani degli anni cinquanta e di intellettuali attivi nella capitale in quello stesso periodo), la sua ricerca si era concentrata sulla fotografia creativa.
Le bromografie e le fotobromografie rimangono le sue produzioni più originali: rappresentazioni stratigrafiche delle esperienze visive e delle elaborazioni intellettuali e spesso ironiche dell'autore, sedimentatesi nel tempo. Tutte denunciano un forte legame con Roma le cui icone archeologiche e architettoniche ritrovano nelle opere di Ferretti un nuovo senso e una nuova estetica.
Accanto all'attività artistica, Ferretti si è sempre dedicato anche a quella didattica, prima negli Istituti d'Arte e poi nelle Accademia di belle arti dell'Aquila e di Roma.